# Andreas Aperger
Andreas Aperger (* 1598; † 23. Oktober 1658) war ein in Augsburg tätiger Buchdrucker.

## Leben und Wirken
Aperger wirkte nachweislich erstmals 1617, als er für den von Markus Welser gegründeten Verlag Ad insigne pinus tätig war, der sich 1619 auflöste. Danach eröffnete er eine eigene Druckerei vor dem Frauentor, wo zuvor Melchior Kriegstein, Valentin Schönig und Christoph Mang gearbeitet hatten. Die Einrichtung der Druckerei kaufte er angeblich für 500 Gulden von Christoph Mang.
Aperger druckte anfangs sogenannte „Neue Zeitungen“. Es handelte sich dabei zumeist um  Berichte über das Geschehen in Politik und Krieg während des Ereignisse des Dreißigjährigen Krieges. Gemäß Adolf Dresler druckte Aperger bis 1655 73 Ausgaben. Aufgrund der Besetzung Augsburg durch die Schweden floh Aperger am 24. Juli 1632 und kam 1635, nachdem die Truppen die Stadt verlassen hatten, zurück.
Neben den Zeitungen druckte Aperger Werke wie „De Cometis libelli tres“ von Johannes Kepler (1619/20), die „Fuggerorum et Fuggerarum imagines“ von Dominicus Custos, die 1618, 1619 und 1620 dessen Stiefsöhne Lucas und Wolfgang Kilian ergänzten, die „Basilica SS. Udalrici et Afrae“ von Bernhard Hertfelder, die Kupferstiche von Wolfgang Kilian und Daniel Manasser enthielt oder die „Doriarum Genuensium genealogia“ von Caspar Schoppe.
Nach Apergers Tod übernahm seine Witwe Veronika die Geschäfte der Druckerei. Sie veröffentlichte mehrere Werke, darunter Jesuitendramen. Der Schwiegersohn Simon Utzschneider erwarb Apergers Offizin am 22. April 1663 für 600 Gulden.